# Alysson Paulinelli
Alysson Paulinelli, noto anche come Alysson Paolinelli (Bambuí, 10 luglio 1936 – Belo Horizonte, 29 giugno 2023), è stato un politico, agronomo e funzionario brasiliano.

## Biografia
Nel 1971 assunse la guida della segreteria dell'agricoltura del Minas Gerais, Stato Federale che proprio grazie a lui diventò il maggiore produttore di caffè in Brasile. 
Fu ministro dell'agricoltura nel governo di Ernesto Geisel, dal 15 marzo 1974 al 15 marzo 1979. Iscritto inizialmente al PSD, militò poi in altri partiti, Arena, PDS e PFL. Fu eletto deputato federale per il Minas Gerais nelle elezioni del 1986, facendo dunque parte dell'Assemblea Nazionale Costituente nei due anni successivi. In seguito lasciò la politica e divenne presidente della Banca di Stato del Minas Gerais e presidente della Confederazione Nazionale dell'Agricoltura.
Nel 2006 fu uno dei tre vincitori del World Food Prize. Dal 2020 fu ufficialmente candidato al Nobel per la Pace.
Paulinelli è morto nel 2023, per complicazioni insorte dopo un intervento chirurgico.

## Vita privata
Fu sposato con Marisa Gonzaga dal 1978 fino alla propria morte.